# Чернилов, Эля Гершевич
Эля Гершевич Чернилов (2 июня 1931, Доброе, Баштанский район — 23 апреля 2018, Израиль) — советский горный инженер-механик, конструктор буровых станков. Лауреат Ленинской премии 1966 года в области техники.

## Биография
Родился 2 июня 1931 года в местечке Доброе в еврейской семье. Перед Великой Отечественной войной жил в посёлке Каганович Одесской области. Отец, Герш Чернилов, был убит во время Холокоста в августе 1941 года. Брат Анатолий (1923 года рождения, уроженец села Новопетровское Новоодесского района Николаевской области) в 1941 году окончил 10 классов. В 1942 году был мобилизован в ряды Красной армии и погиб в боях в 1943 году.
В 1938 году поступил в 1-й класс начальной школы. В 1941 году был эвакуирован в Казахстан. В 1944 году возвратился из эвакуации в Ворошиловград. В 1945 году переехал в город Красный Луч Ворошиловградской области, где в 1947 году окончил 7 классов. В том же году поступил в Краснолучский горный техникум, который окончил в 1951 году с отличием, потом в Днепропетровский горный институт имени Артёма, где в 1956 году получил диплом с отличием.
С 1956 года работал на Криворожском заводе горнорудного оборудования «Коммунист», с 1964 года — начальник бюро буровых станков. Один из разработчиков бурового станка НКР-100.
В 1967 году перешёл в Центральную научную лабораторию автоматики (ЦНИЛА) Восточного горно-обогатительного комбината в городе Жёлтые Воды.
В 1972 году защитил кандидатскую диссертацию на тему «Исследование подающих устройств буровых машин для подземных работ», кандидат технических наук.
Соавтор 44 патентов. Более 30 опубликованных работ.

## Награды
- Ленинская премия 1966 года в области техники — за участие в разработке научных основ, создании и внедрении в производство комплекса высокопроизводительных механизмов для бурения скважин в подземных условиях;
- дважды золотая медаль ВДНХ (1962, 1965).